# Ulica Rabina Meiselsa w Krakowie
Ulica Rabina Beera Meiselsa – ulica w Krakowie, w dzielnicy I Stare Miasto, na Kazimierzu.

## Historia
Ulica powstała w drugiej połowie XIX wieku, częściowo w miejscu dawnej drogi podmurnej. Odcinek zachodni wytyczono w 1888 r. Odcinek wschodni zrealizowano na podstawie planów regulacyjnych z lat 1821 i 1873. Od 1881 do 1912 r. nosiła nazwę Miedzuch (od miedzuch - "miedza, granica") i biegła od Placu Nowego do Wisły. Obecna nazwa obowiązuje od 1912 r. i upamiętnia Rabina Beera Meiselsa. W 1917 r. odcinek za ulicą Augustiańską przemianowano na Paulińską. Zabudowę ulicy stanowią głównie kamienice czynszowe z przełomu XIX i XX wieku.
W kamienicy nr 2 mieszkał po II wojnie światowej morderca Karol Kot, stracony w 1968 r..

## Zabudowa
- ul. Meiselsa 1 (ul. Augustiańska 8) – kamienica, proj. Zygmunt Luks, 1890.
- ul. Meiselsa 2 (ul. Augustiańska 6) – kamienica, proj. Ludwik Gutman, 1910.
- ul. Meiselsa 3 – kamienica, proj. Józef Ochmański, 1874.
- ul. Meiselsa 4 – kamienica, proj. Beniamin Torbe, 1908.
- ul. Meiselsa 5 – kamienica, proj. Ludwik Beym, 1873.
- ul. Meiselsa 6 – kamienica, proj. Jozue Oberleder, 1911.
- ul. Meiselsa 8 – kamienica, proj. Henryk Lamensdorf, 1919.
- ul. Meiselsa 9 – kamienica, proj. Beniamin Torbe, 1908.
- ul. Meiselsa 11 – kamienica, 1908.
- ul. Meiselsa 13 (ul. Bożego Ciała 15) – kamienica, proj. Jozue Oberleder, 1912.
- ul. Meiselsa 16 – kamienica, proj. Jozue Oberleder, 1922.
- ul. Meiselsa 20 (ul. Bożego Ciała 16) – kamienica, proj. Jozue Oberleder, 1912.
- ul. Meiselsa 22 – kamienica, proj. Jozue Oberleder, 1912.
- ul. Meiselsa 24 (pl. Nowy 6) – kamienica, proj. Jozue Oberleder, 1913.

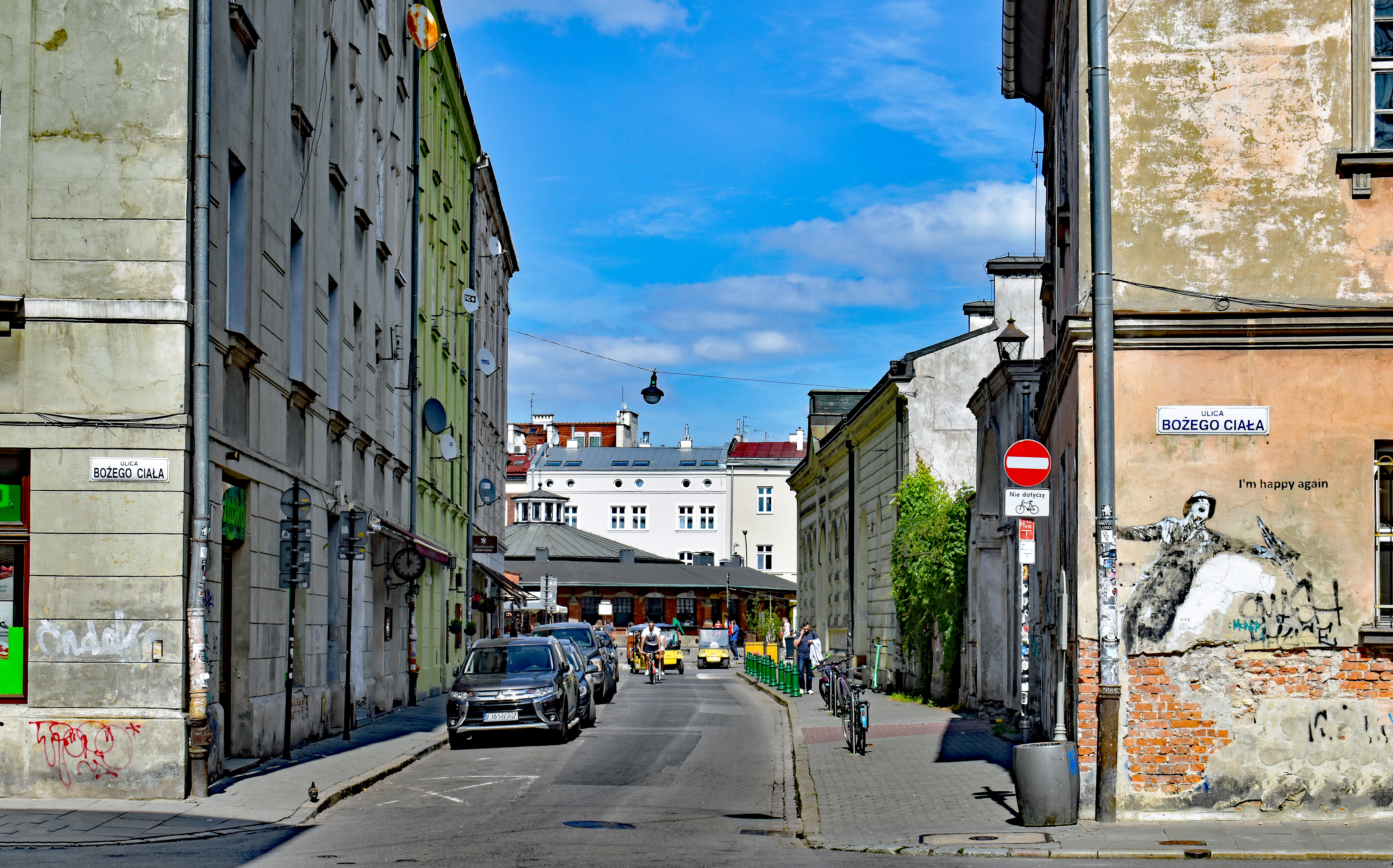
Widok z ul. Bożego Ciała na wschód, widoczny „Okrąglak” na pl. Nowym.
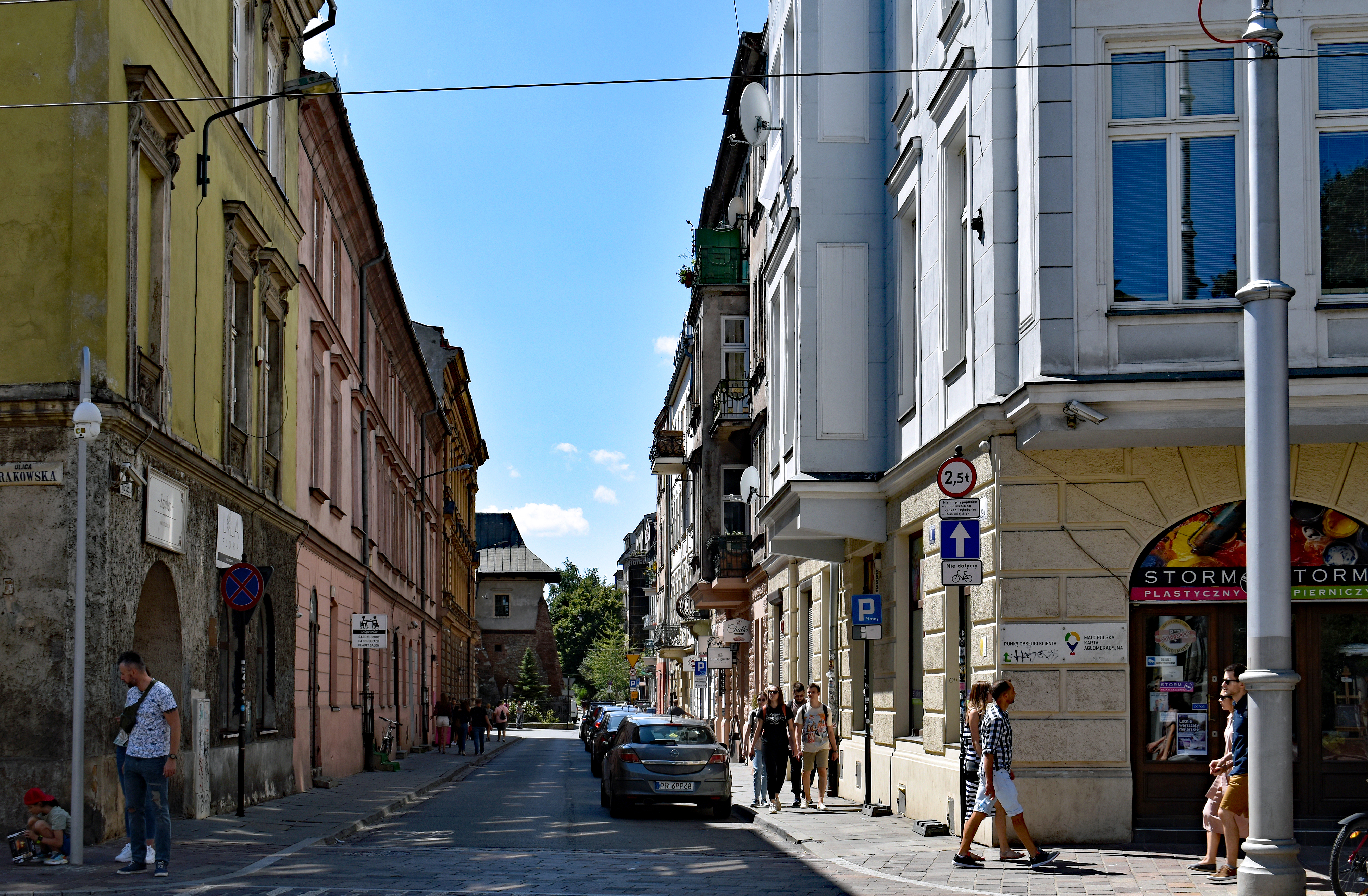
Widok z ul. Krakowskiej na zachód, do skrzyżowania z ul. Augustiańską, widoczny klasztor oo. augustianów.
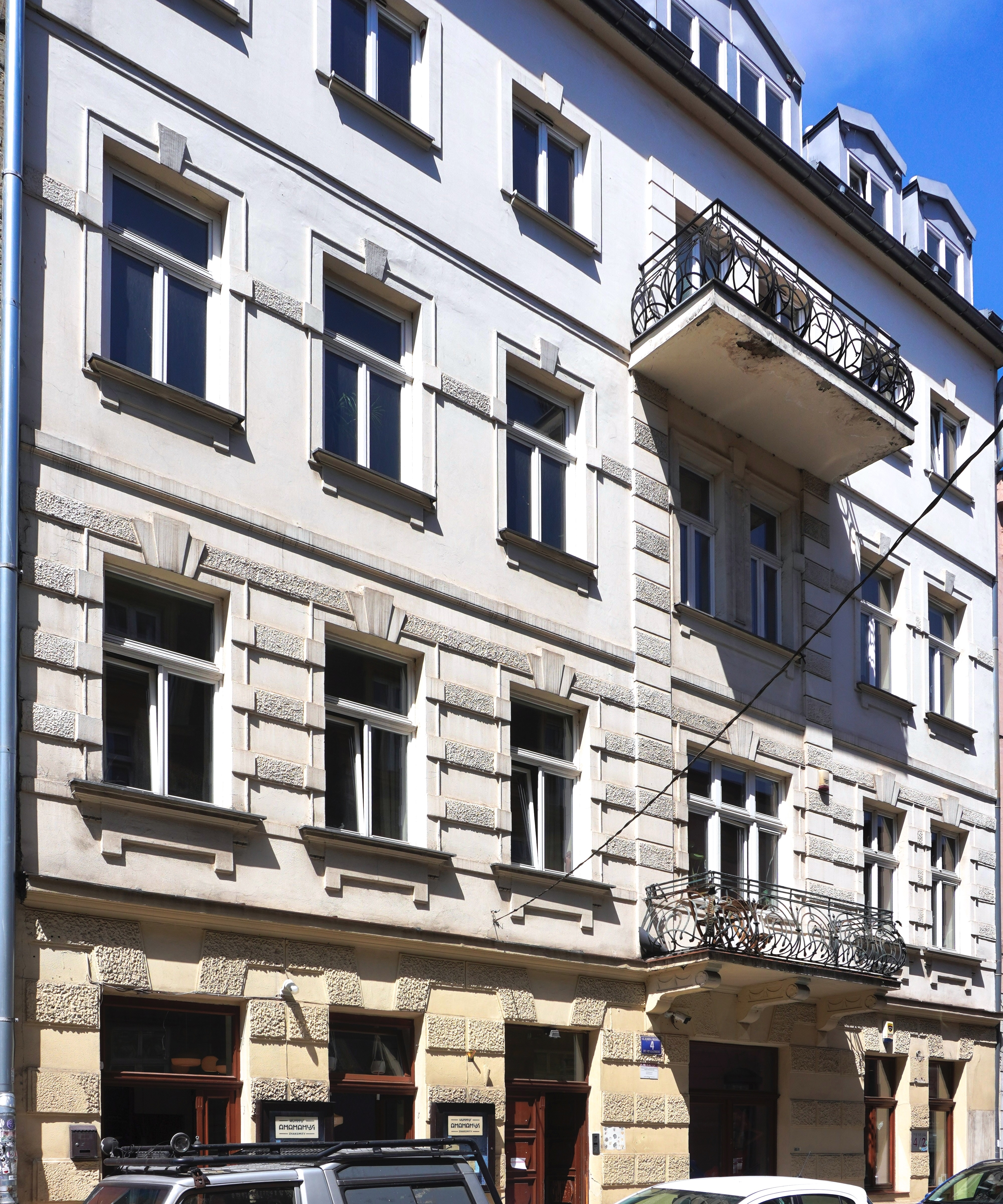
Ul. Rabina Meiselsa 4. Kamienica (bud. Beniamin Torbe, 1909)
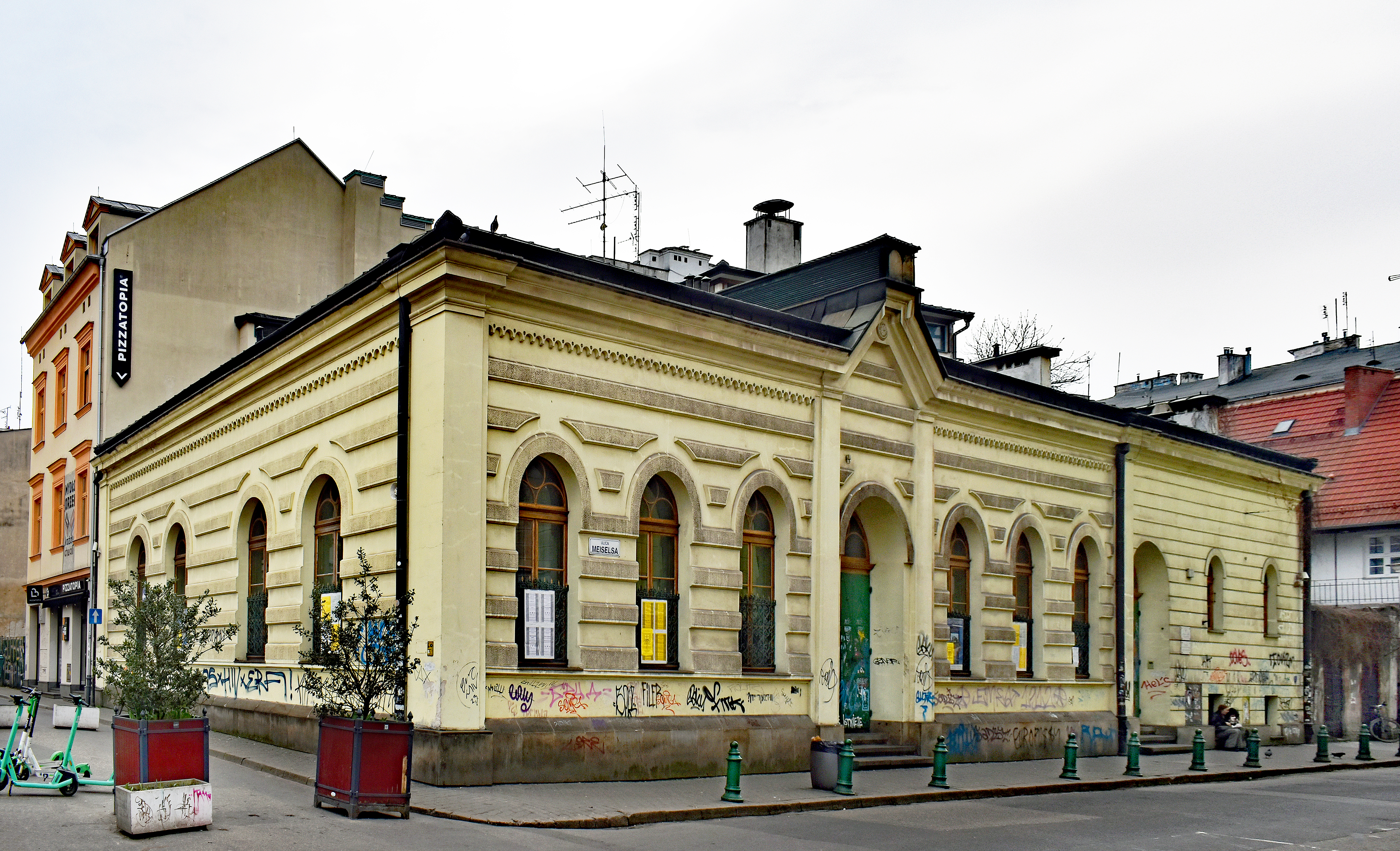
Ul. Rabina Meiselsa 17. Dawna synagoga B'nei Emuna.
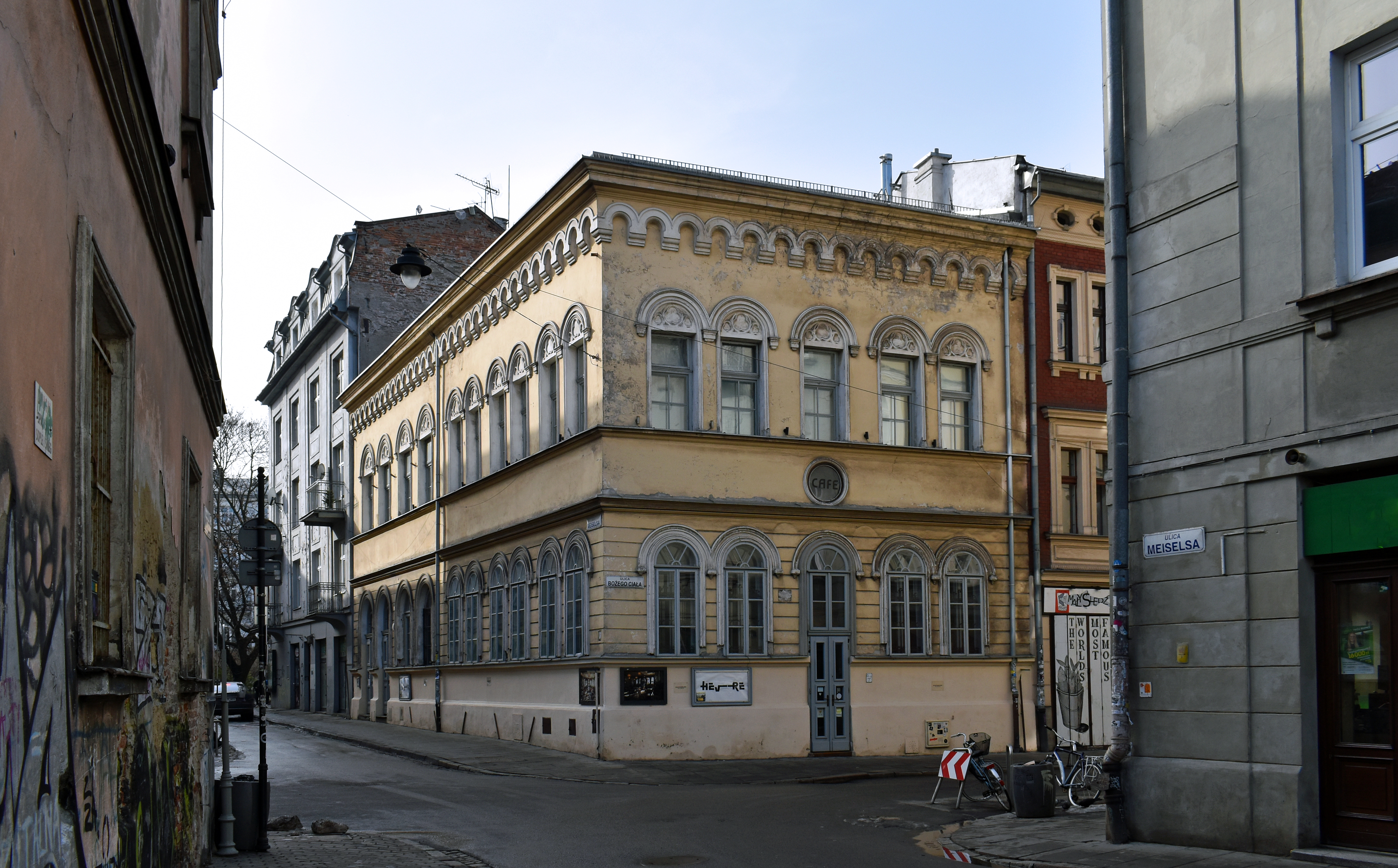
Ul. Rabina Meiselsa 18. Dawna synagoga Chewra Thilim.